# Віндем (округ, Коннектикут)
Шаблон:StateAbbr_ 41°50′ пн. ш. 71°59′ зх. д. / 41.83° пн. ш. 71.99° зх. д.
Ві́ндем (англ. Windham County) — округ (графство) у штаті Коннектикут, США. Ідентифікатор округу 09015.

## Населені пункти
В склад округу входять 16 містечок (15 таун, 1 боро).
Містечка (боро)
| Містечко | Населення, осіб | Рік  |
| -------- | --------------- | ---- |
| Денілсон | 4265            | 2000 |

Містечка (таун)
| Містечко   | Населення, осіб | Рік  |
| ---------- | --------------- | ---- |
| Бруклін    | 7711            | 2005 |
| Віндем     | 23733           | 2009 |
| Вудсток    | 8047            | 2005 |
| Гемптон    | 2034            | 2005 |
| Ешфорд     | 4416            | 2005 |
| Істфорд    | 1761            | 2005 |
| Кентербері | 5060            | 2005 |
| Кіллінглі  | 17386           | 2005 |
| Плейнфілд  | 15443           | 2005 |
| Помфрет    | 4142            | 2005 |
| Патнем     | 9288            | 2005 |
| Скотленд   | 1699            | 2005 |
| Стерлінг   | 3519            | 2005 |
| Томпсон    | 9345            | 2005 |
| Чаплін     | 2472            | 2005 |

## Історія
Округ утворений 1726 року.

## Демографія
Населення округу становить 118428 осіб (2010). За даними перепису 2000 року загальне населення округу становило 109091 осіб, зокрема міського населення було 55745, а сільського — 53346. Серед мешканців округу чоловіків було 53792, жінок — 55299. В окрузі було 41142 домогосподарства, 28223 родин, які мешкали в 43959 будинках. Середній розмір родини становив 3,04.
Віковий розподіл населення поданий у таблиці:
| Стать    | До 15 років | 15-21 | 22-29 | 30-39 | 40-49 | 50-65 | 65-85 | Понад 85 |
| -------- | ----------- | ----- | ----- | ----- | ----- | ----- | ----- | -------- |
| Чоловіки | 11741       | 5810  | 5242  | 8653  | 8750  | 8191  | 4882  | 523      |
| Жінки    | 10864       | 5623  | 5044  | 8577  | 8839  | 8317  | 6622  | 1413     |

## Суміжні округи
- Вустер, Массачусетс — північ
- Провіденс, Род-Айленд — схід
- Кент, Род-Айленд — південний схід
- Нью-Лондон — південь
- Толленд — захід

## Виноски
1. ↑  U.S. Decennial Census. United States Census Bureau. Архів оригіналу за 26 квітня 2015. Процитовано 11 червня 2014.
2. ↑  Historical Census Browser. University of Virginia Library. Архів оригіналу за 11 серпня 2012. Процитовано 11 червня 2014.
3. ↑  Population of Counties by Decennial Census: 1900 to 1990. United States Census Bureau. Архів оригіналу за 3 січня 2015. Процитовано 11 червня 2014.
4. ↑  Census 2000 PHC-T-4. Ranking Tables for Counties: 1990 and 2000 (PDF). United States Census Bureau. Архів оригіналу (PDF) за 18 грудня 2014. Процитовано 11 червня 2014.
5. ↑  State & County QuickFacts. United States Census Bureau. Архів оригіналу за 25 червня 2011. Процитовано 11 червня 2014.(англ.) Наведено за англійською вікіпедією.
6. ↑  American FactFinder. Бюро перепису населення США. Архів оригіналу за 26 лютого 2012. Процитовано 31 січня 2008.